# داني باكر (لاعب كرة قدم)
داني باكر (بالهولندية: Danny Bakker) (و. 1995  م) هو لاعب كرة قدم، من مملكة هولندا، ولد في لاهاي، يلعب كلاعب وسط.

## روابط خارجية
- داني باكر على موقع قاعدة بيانات كرة القدم.إي يو (الإنجليزية)
- داني باكر على موقع Soccerway.com (الإنجليزية)
- داني باكر على موقع عالم كرة القدم.نت (الإنجليزية)